# Jill Vedder
Jill Vedder (nata Jill Kristin McCormick; Los Angeles, 11 novembre 1977) è un'ex modella, filantropa e attivista statunitense. È vicepresidente e cofondatrice insieme a suo marito Eddie Vedder di EB Research Partnership, un'organizzazione no-profit dedicata alla ricerca di una cura per il disturbo genetico della pelle Epidermolisi bollosa.

## Biografia
Nata a Los Angeles, in California, da Bud e Amy McCormick, ha tre sorelle. All'età di 15 anni si trasferì con la sua famiglia a Bradenton, in Florida. Si è diplomata alla scuola superiore di Manatee all'età di 17 anni nel 1995, e subito dopo è stata accettata nella divisione di Miami di Elite Models.
Nel 1996 Jill è stata una delle 15 finaliste del concorso Elite Model Look of the Year e si è, poi, trasferita a Parigi per continuare la carriera da modella. McCormick è apparsa in molte riviste, come Vogue, Elle, Marie Claire, Cosmopolitan e Harper's Bazaar.

## Vita privata
Jill e il cantante di Pearl Jam, Eddie Vedder, hanno iniziato una relazione nel 2000. Fidanzata con il cantante nel 2009, si è sposata il 18 settembre 2010. La coppia ha due figlie, Olivia e Harper. Nel 2011, Mccormick è apparsa nel video musicale per la canzone solista di Vedder, "Longing to Belong".
Jill ha smesso di fare la modella ed è diventata un'attivista.  È vicepresidente e cofondatrice, insieme a suo marito Eddie Vedder, di EB Research Partnership, un'organizzazione no-profit dedicata alla ricerca di una cura per il disturbo genetico della pelle Epidermolisi bollosa, ed è ambasciatrice per Global Citizen, un'organizzazione impegnata a porre fine alla povertà estrema entro il 2030. McCormick partecipa attivamente anche alla Fondazione Vitalogy, che sostiene gli sforzi delle organizzazioni senza scopo di lucro che svolgono un lavoro lodevole nei campi della salute della comunità, dell'ambiente, delle arti e dell'istruzione e del cambiamento sociale, e sostiene anche "Moms Demand Action" nella sua lotta contro la violenza armata e la National Rifle Association (NRA).
Dal 2012, Jill supporta "Every Mother Counts", un'organizzazione senza scopo di lucro che lavora per rendere la gravidanza e il parto sicuri per tutte le madri negli Stati Uniti e in tutto il mondo.
Nel 2013, insieme alle sorelle Denise e Ashley, Jill ha cofondato "Babes Against Brain Cancer", un'organizzazione benefica che si occupa di aiutare le persone con Glioblastoma multiforme.

## Agenzie
Elite Model Management